# Пригородное сельское поселение (Калининградская область)
При́городное се́льское поселе́ние — упразднённое муниципальное образование в составе Нестеровского района Калининградской области в 2008—2018 годах. Административный центр поселения — посёлок Пригородное.

## География
Площадь поселения 35503 га, из них сельскохозяйственные угодья занимают 3141 га.
Граничит с Литвой и Польшей.

## История
25 июня 1947 года в составе Нестеровского района образован Пригородный сельский Совет. 26 февраля 1992 года была образована Пригородная сельская администрация, которая 10 апреля 1997 года была переименована в Пригородный сельский округ.
30 июня 2008 года в соответствии с Законом Калининградской области № 258 образовано Пригородное сельское поселение, в его состав вошли территории бывших Покрышкинского и Пригородного и Чернышевского сельских округов.
Законом Калининградской области от 30 марта 2018 года № 157 «Об объединении поселений, входящих в состав муниципального образования „Нестеровский район“, и организации местного самоуправления на объединенной территории», сельское поселение было упразднено.

## Население
| 2002  | 2010  | 2012  | 2013  | 2014  | 2015  | 2016  |
| ----- | ----- | ----- | ----- | ----- | ----- | ----- |
| 2250  | ↗4933 | ↗4956 | ↘4901 | ↗4918 | ↗4939 | ↗4963 |
| 2017  |       |       |       |       |       |       |
| ↗4972 |       |       |       |       |       |       |

Население 4944 человека (2600 женщин и 2344 мужчин) (перепись 2010 года).

## Состав сельского поселения
В состав сельского поселения входят 18 населённых пунктов
- Бабушкино (посёлок) — 588[5]
- Вознесенское (посёлок) — 105[5]
- Воскресенское (посёлок) — 66[5]
- Выселки (посёлок) — 50[5]
- Детское (посёлок) — 154[5]
- Луговое (посёлок) — 462[5]
- Невское (посёлок) — 453[5]
- Некрасово (посёлок) — 13[5]
- Первомайское (посёлок) — 245[5]
- Петровское (посёлок) — 82[5]
- Покрышкино (посёлок) — 295[5]
- Пригородное (посёлок, административный центр) — 497[5]
- Пушкино (посёлок) — 476[5]
- Раздольное (посёлок) — 82[5]
- Чапаево (посёлок) — 66[5]
- Чернышевское (посёлок) — 1139[5]
- Черняхово (посёлок) — 155[5]
- Ягодное (посёлок) — 5[5]

## Социальная сфера
На территории поселения имеются 2 средние школы и 2 основные.

## Достопримечательности
- Братские могилы советских воинов в посёлках Невское, Первомайское, Чернышевское.
- Мемориальный комплекс на братской могиле советских воинов в посёлках Бабушкино, Пушкино.
- Захоронение русских и немецких воинов, погибших в Первую мировую войну (август 1914 — февраль 1915 годов) в посёлках Бабушкино, Пушкино,Чернышевское.
- Кирхи в посёлках Чернышевское и Невское.
- Виштынецкое озеро.

## Экономика
На территории поселения находятся залежи торфа.